# Padru
Padru (sardinski: Pàdru, galurski: Pàtru) je grad i općina (comune) u pokrajini Sassariju u regiji Sardiniji, Italija. Nalazi se na nadmorskoj visini od 160 metara i ima 2 121 stanovnika.
 Prostire se na 158,00 km². Gustoća naseljenosti je 13 st/km².
Susjedne općine su: Alà dei Sardi, Bitti, Lodè, Loiri Porto San Paolo, Olbia, San Teodoro i Torpè.